# Нольцен, Армин
А́рмин Но́льцен (нем. Armin Nolzen; род. 1968) — немецкий историк.

## Биография
Армин Нольцен изучал историю, германистику, общественные науки и философию в Рурском университете. В 1994—1997 годах являлся научным сотрудником кафедры Новой истории Рурского университета. По мнению историка Свена Феликса Келлерхоффа, Нольцен является одним из лучших специалистов по истории НСДАП. Нольцен является редактором ежегодного издания «Доклады по истории национал-социализма» и занимается исследованиями гитлерюгенда, партийных судов НСДАП и насилия над евреями. В интересы Нольцена также входит история фашистских движений в XX веке, сравнительное исследование диктатур, история авторитарных режимов после 1945 года, история социализации и история отношений молодёжи и семьи.

## Труды
- Zerstrittene «Volksgemeinschaft». Glaube, Konfession und Religion im Nationalsozialismus. Vandenhoeck & Ruprecht, Göttingen 2011, ISBN 978-3-525-30029-9.
- Faschismus in Italien und Deutschland. Studien zu Transfer und Vergleich (= Beiträge zur Geschichte des Nationalsozialismus. Band 21). Wallstein, Göttingen 2005, ISBN 978-3-89244-939-3.